# Mars op Rome

Mussolini en zwarthemden tijdens de Mars op Rome

De mars op Rome was een mars die fascistische zwarthemden van 27 tot 29 oktober 1922 uitvoerden op Rome, waardoor Mussolini en zijn Partito Nazionale Fascista aan de macht kwamen.
Geïnspireerd door Gabriele D'Annunzio, die in 1919 de Joegoslavische stad Fiume had ingenomen met een groep fascisten (of Zwarthemden), keerde Mussolini zich met een sterk nationalistische groep oud-strijders – de Fasci di Combattimento – naar het ontevreden Italiaanse volk.
In 1921 werden de krachten van alle fascistische bewegingen in Italië gebundeld, en werd de Fascistische Partij samengesteld onder leiding van Mussolini, waarmee hij naar de verkiezingen ging. Mussolini leende van het Russische communisme een systeem van duidelijke hiërarchie binnen de partij – deze strikte organisatie zou kenmerkend worden voor alle fascistische regimes. De Zwarthemden kregen financiële steun uit de hoek van de gegoede klasse, die in hen een uitweg zag voor een mogelijke – maar niet zo waarschijnlijke – Sovjetachtige revolutie.
Alhoewel Italië tijdens de verkiezingen van 1921 maar matig op Mussolini’s Fascistische Partij stemde, kan dit toch worden gezien als een blijk van de alsmaar groeiende invloed van de fascisten op Italië. Fascisten bonden op straat de strijd aan met de communisten waarbij de gegoede burgerij en politie een oogje toeknepen. In Noord-Italië waren op deze manier zelfs steden veroverd op communisten en andere linksen in straatgevechten die op miniveldslagen begonnen te lijken. 
Mussolini had een blauwdruk opgesteld van wat er moest gebeuren:
1. Fascisten uit heel Italië zouden even buiten Rome samenkomen.
2. Alle belangrijke publieke gebouwen in Rome zouden ingenomen worden door de fascisten.
3. Mussolini zou het ontslag van de regering eisen en wilde een fascistisch regime instellen.
4. Gewapende legermachten zouden buiten de stad wachten op het slagen van deze operatie. Indien de regering de gestelde eisen niet inwilligde, zouden ze Rome binnenmarcheren en de macht met geweld overnemen.

Bij uitwerking bleek deze actie nogal naïef. Op drie punten buiten Rome concentreerden zich inderdaad fascisten. De militairen in Rome waren echter veel talrijker en beter getraind dan de zwarthemden en zouden hen gemakkelijk hebben aangekund. Daarbij bleek er ook onvoldoende voedsel aanwezig en bleven de colonnes alle drie onderweg steken. Maar Mussolini had zijn kans gewaagd, hij was ervan overtuigd dat de regering elke vorm van conflict binnen Italië wilde vermijden. Premier Facta wilde hierop het leger laten oprukken tegen de zwarthemden, maar dat was buiten Victor Emanuel III van Italië gerekend. Deze vreesde voor het behoud van zijn troon indien hij de Fascisten zou tegenwerken. Ook wilde hij tegen elke prijs een burgeroorlog binnen het onstabiele Italië vermijden. Mussolini, die zich gedurende de hele onderneming in Milaan had teruggetrokken, werd daags nadien door de koning opgeroepen om premier te worden en een kabinet samen te stellen. Op 30 oktober werd Mussolini officieel premier van de nieuwe regering. Op 31 oktober vond in Rome een grote intocht en triomfmars van Zwarthemden plaats. 
Mussolini was officieel aangesteld als premier van een coalitieregering die gedurende één jaar de orde in Italië moest herstellen en hervormingen moest doorvoeren. Al snel bleek dat Mussolini de touwtjes strakker en strakker in handen nam, en vóór het einde van zijn regeringsperiode had hij een wet in stemming laten brengen die ervoor zorgde dat bij de volgende verkiezingen de meerderheidspartij twee derde van de zetels in handen kreeg. Bij de verkiezingen van 1924 wonnen ze drie vijfde van de zetels. Hiermee was een fascistisch regime ingeluid dat nog twee decennia lang Italië in zijn greep zou houden. Hoewel de mars zelf dus een mislukking was werkte Mussolini's bluf, wat resulteerde in een totale strategische overwinning voor hem. De macht werd hem op een presenteerblaadje aangeboden.
De Bierkellerputsch van Hitler in november 1923 was gebaseerd op precies hetzelfde idee. Nazi's zouden München innemen en vervolgens naar Berlijn opmarcheren, gesteund door overlopende politie- en legereenheden. Dit plan mislukte in de eerste plaats door het totale gebrek aan steun voor de nazi's.

## Tijdrekening
De mars op Rome is als startpunt genomen voor een nieuwe tijdrekening, de Era Fascista, afgekort E.F. Het jaar 1 van deze telling liep van 28 oktober 1922 tot en met 27 oktober 1923. Op gebouwen uit de jaren van het Mussolinibewind zijn nog steeds dateringen met deze telling te vinden, vaak naast een gewone datering.